# Brokstedt
Brokstedt (niederdeutsch: Brooksteed) ist eine Gemeinde im Kreis Steinburg in Schleswig-Holstein.

## Geografie

### Geografische Lage
Das Gemeindegebiet von Brokstedt erstreckt sich im Naturraum Holsteinische Vorgeest (Haupteinheit Nr. 698) an der Mündung der Brokstedter Au in die Stör. Der letztgenannte Fluss bildet zumeist die nordwestliche Gemeindegrenze.

### Ortsteile
Die Gemeinde Brokstedt besteht siedlungsgeografisch aus einer Mehrzahl von Ortsteilen, die amtlich als Wohnplätze verzeichnet sind. Neben dem für die Gemeinde namenstiftenden Kirchdorf zählen ebenfalls die Häusergruppen Osterfeld, Rotensande und Sibbersdorf sowie die Hofsiedlungen Brokstedtfeld, Butterkamp, Krim, Ludwigshöhe und Mittelhof als weitere Siedlungsplätze zur Gemeinde.

### Nachbargemeinden
Umliegende Gemeindegebiete von Brokstedt sind:
| Fitzbek             | Willenscharen                               | Arpsdorf  |
|                     | Kompassrose, die auf Nachbargemeinden zeigt |           |
| Störkathen, Borstel |                                             | Hasenkrug |

## Geschichte
Genauere Aufzeichnungen über die Geschichte der Gemeinde gibt es seit etwa 1700. Als ein Feuer im Jahre 1752 die Gemeinde fast vollständig zerstörte, wurde sie in einiger Entfernung neu errichtet.
Am 25. Januar 2023 ereignete sich in einem Regionalzug in Brokstedt eine Messerattacke, bei welcher zwei Personen getötet und fünf weitere zum Teil lebensgefährlich verletzt wurden. Dieser Vorfall machte bundesweit Schlagzeilen in Fernsehen und Presse.

## Politik

### Gemeindevertretung
Bei der Kommunalwahl am 14. Mai 2023 wurden insgesamt 13 Sitze vergeben. Von diesen erhielt die CDU neun Sitze und die SPD erhielt vier Sitze.

### Wappen
Blasonierung: „In Silber ein erhöhter, breiter blauer Wellenbalken, darüber ein räderloser blauer Pflug, darunter die rote Giebelseite eines Bauernhauses vom Typ des späten 19. Jahrhunderts mit Reetdach, verbrettertem Giebel und gemauerten Tor- und Fensterstürzen.“
Das Wappen vereinigt Zeichen, die die naturgeographische Lage der Gemeinde herausstellen. Es zeigt die auch heute noch weitgehend ländliche Struktur und agrarwirtschaftliche Prägung des Ortes. So steht der Wellenbalken für die Brokstedter Au, während Pflug und Bauernhaus die Landwirtschaft repräsentieren. Auf den genannten Wohlstand des Ortes weist allerdings die anspruchsvoll gestaltete Fassade des Bauernhauses vom Ende des 19. Jahrhunderts hin.

### Partnergemeinde
Die polnische Landgemeinde Przechlewo ist seit dem 25. Juni 2016 Partnergemeinde Brokstedts.

## Kultur und Sehenswürdigkeiten

### Bauwerke
Die evangelische Kirche Brokstedt wurde 1899 nach Plänen des Hamburger Architekten Hugo Groothoff gebaut.

### Regelmäßige Veranstaltungen
Seit 2017 findet jährlich im August das Speedway Music Festival mit 4000 Besuchern statt.
Seit mehr als 30 Jahren findet in Brokstedt an Himmelfahrt mit über 25.000 Besuchern und 700 Fahrzeugen im Jahr 2007 das größte Lanz-Bulldog-Treffen Norddeutschlands statt.

## Wirtschaft und Infrastruktur

### Wirtschaftsstruktur
Die Wirtschaft im Gemeindegebiet von Brokstedt ist vorwiegend von der Urproduktion der Landwirtschaft geprägt. Daneben ermöglicht der durch das Gemeindegebiet führende Naturparkweg, touristische Einnahmen zu erschließen. Er verbindet fünf Naturparks in Schleswig-Holstein für Wanderer.
Überregional bekannt ist der Ort durch den Holsteinring, die bekannteste Speedway-Rennstrecke in Schleswig-Holstein, welche vom MSC Brokstedt betrieben wird.

### Verkehr
Durch die Gemeinde führt die im 18. Jahrhundert ausgebaute Straßenverbindung zwischen Bad Bramstedt und Rendsburg (Landesstraße L 122). Durch den Bau der Bahnstrecke Neumünster–Elmshorn im Jahre 1844, Teil der ersten Eisenbahnstrecke Schleswig-Holsteins zwischen Altona und Kiel, erfuhr der Ort eine spürbare wirtschaftliche Aufwertung.

## Persönlichkeiten
- Winfried Kahlke (1932–2025), Mediziner

## Bilder

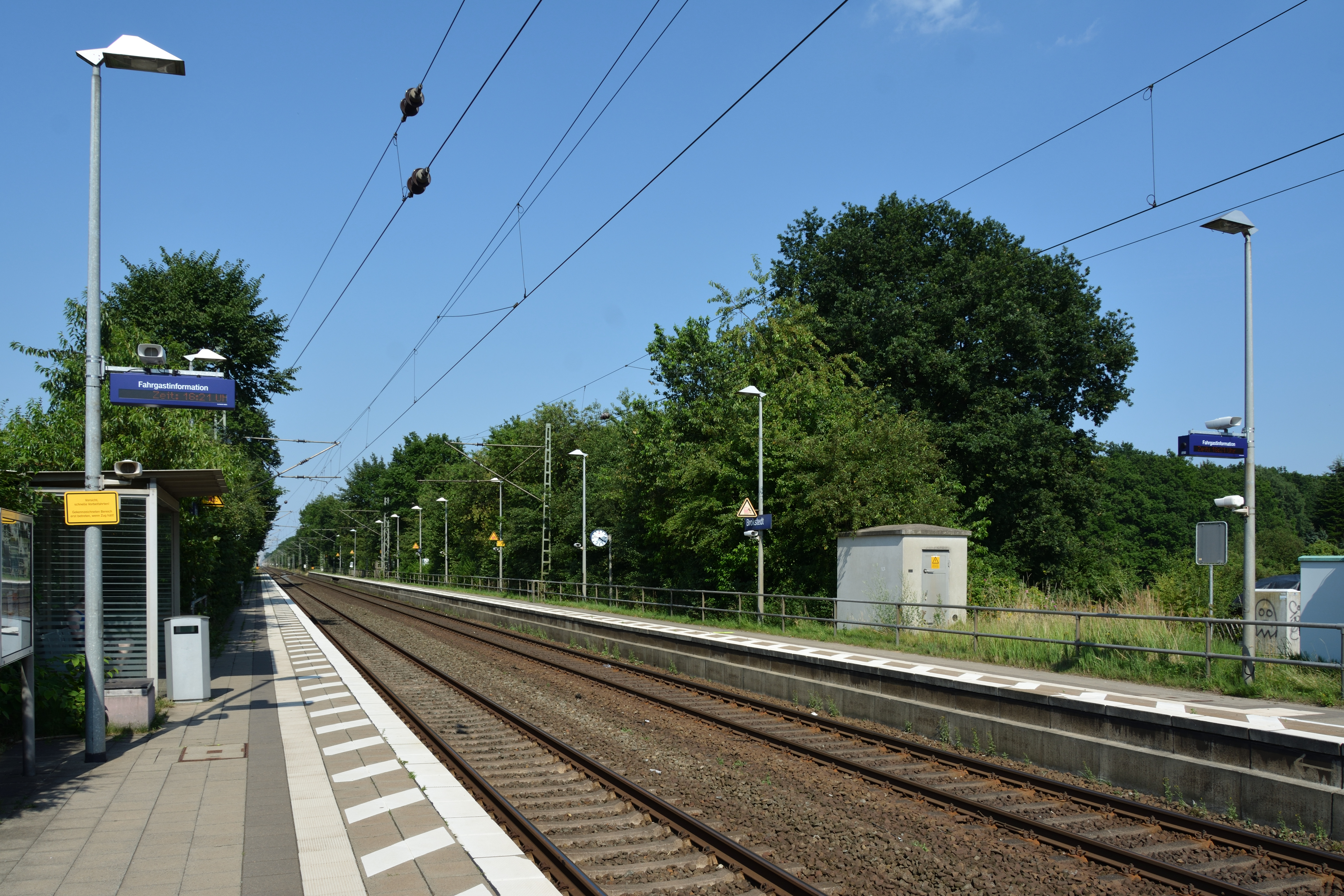
Bahnhof
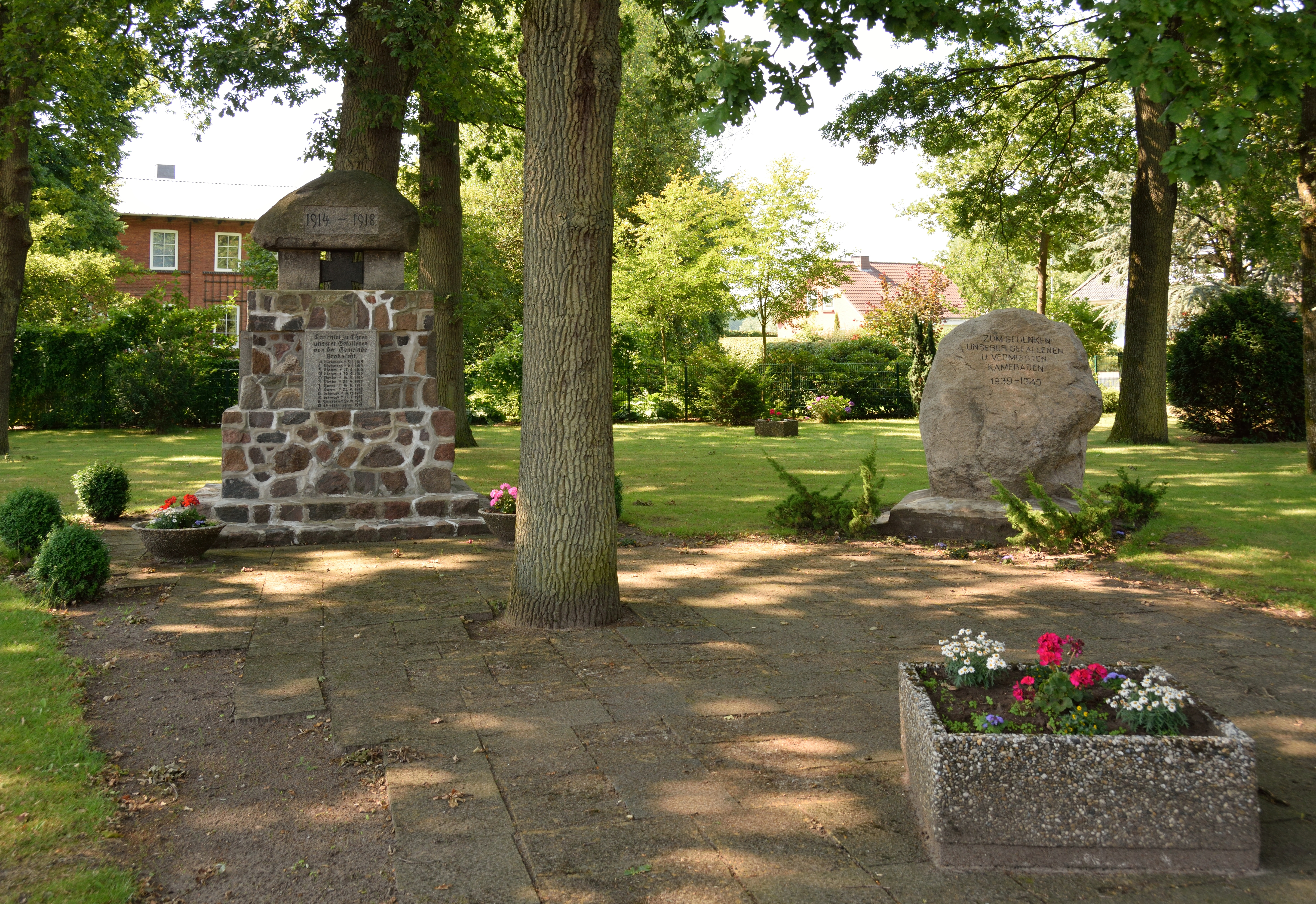
Friedenseichenplatz mit Ehrenmal
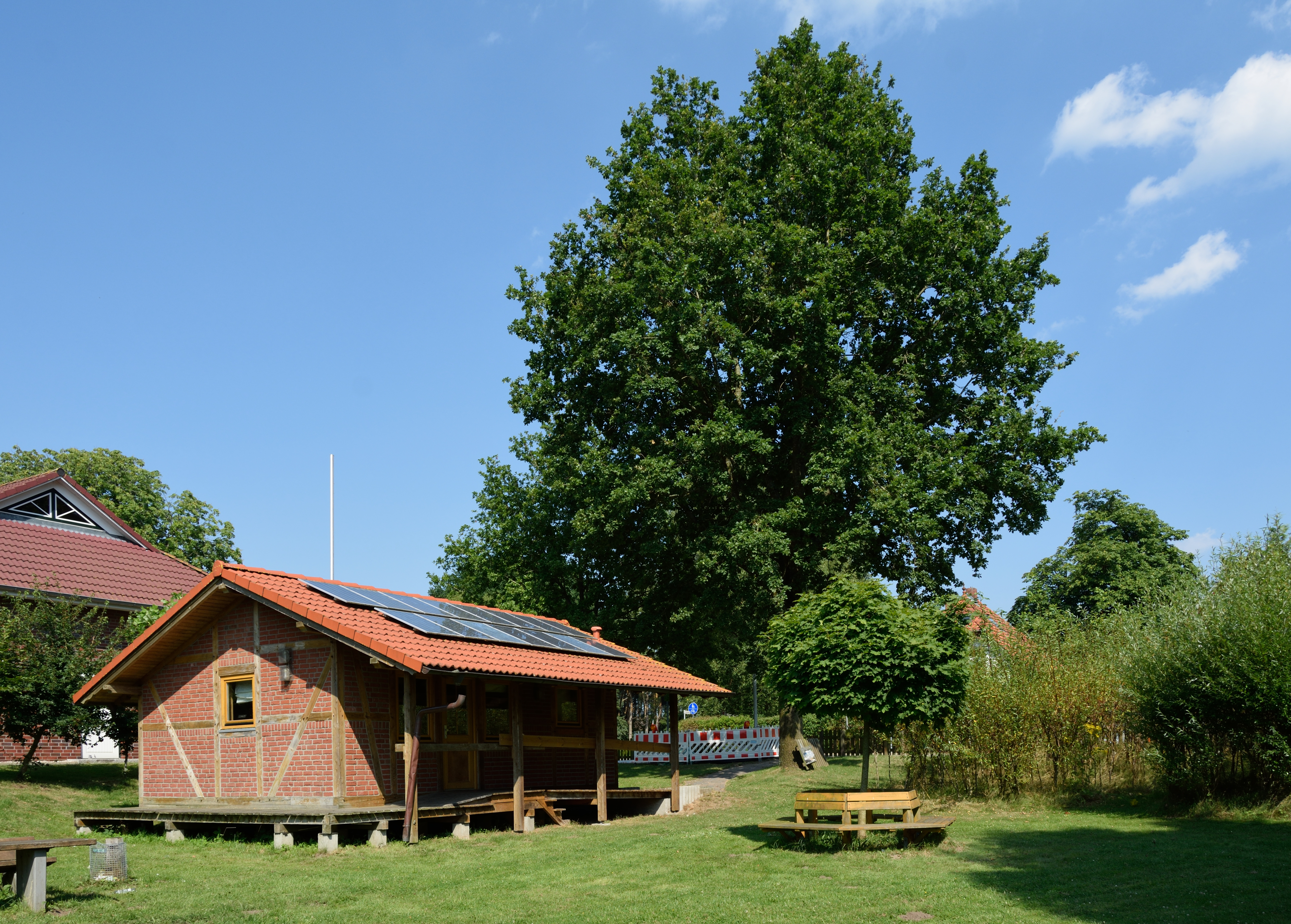
Umwelthaus
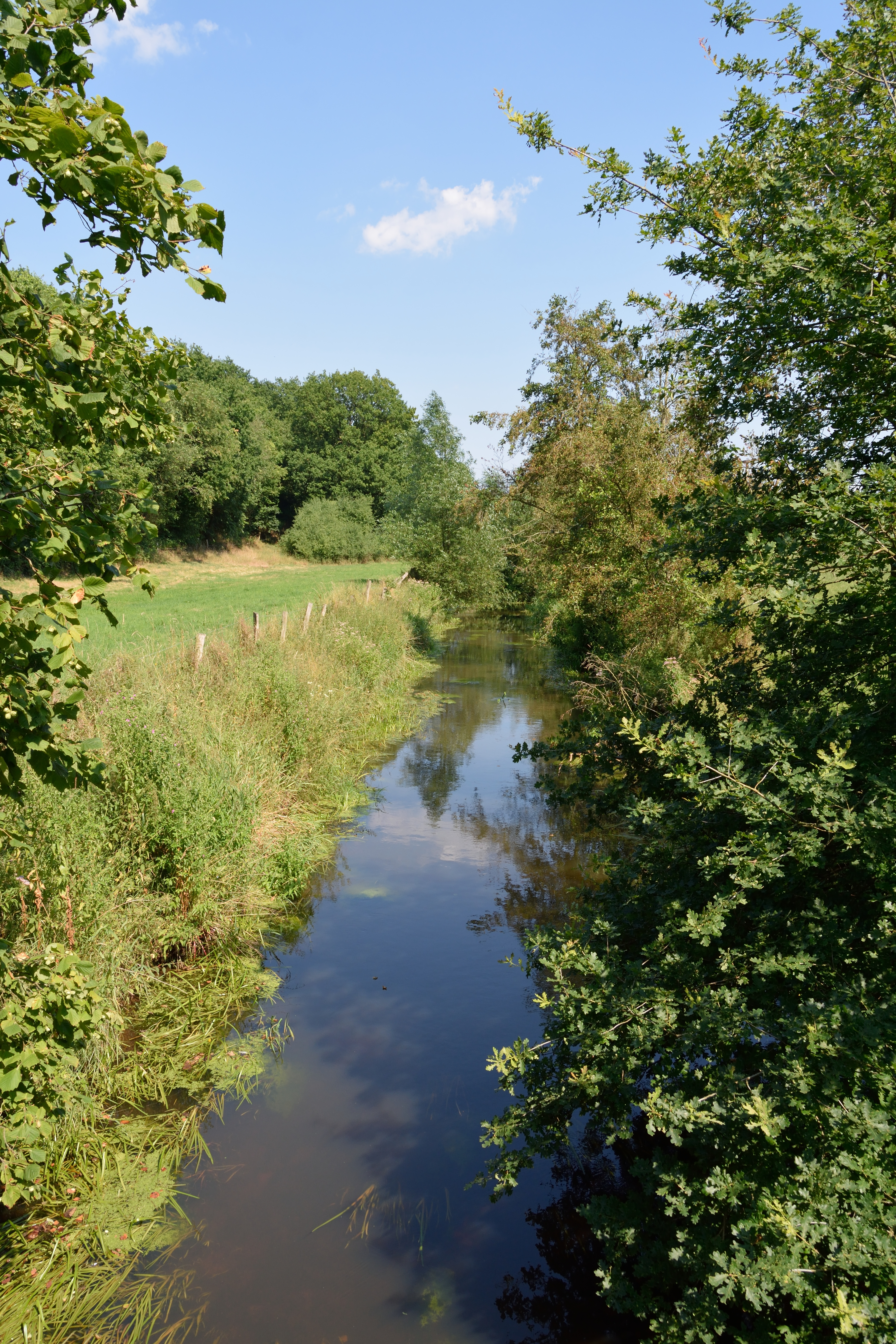
Brokstedter Au
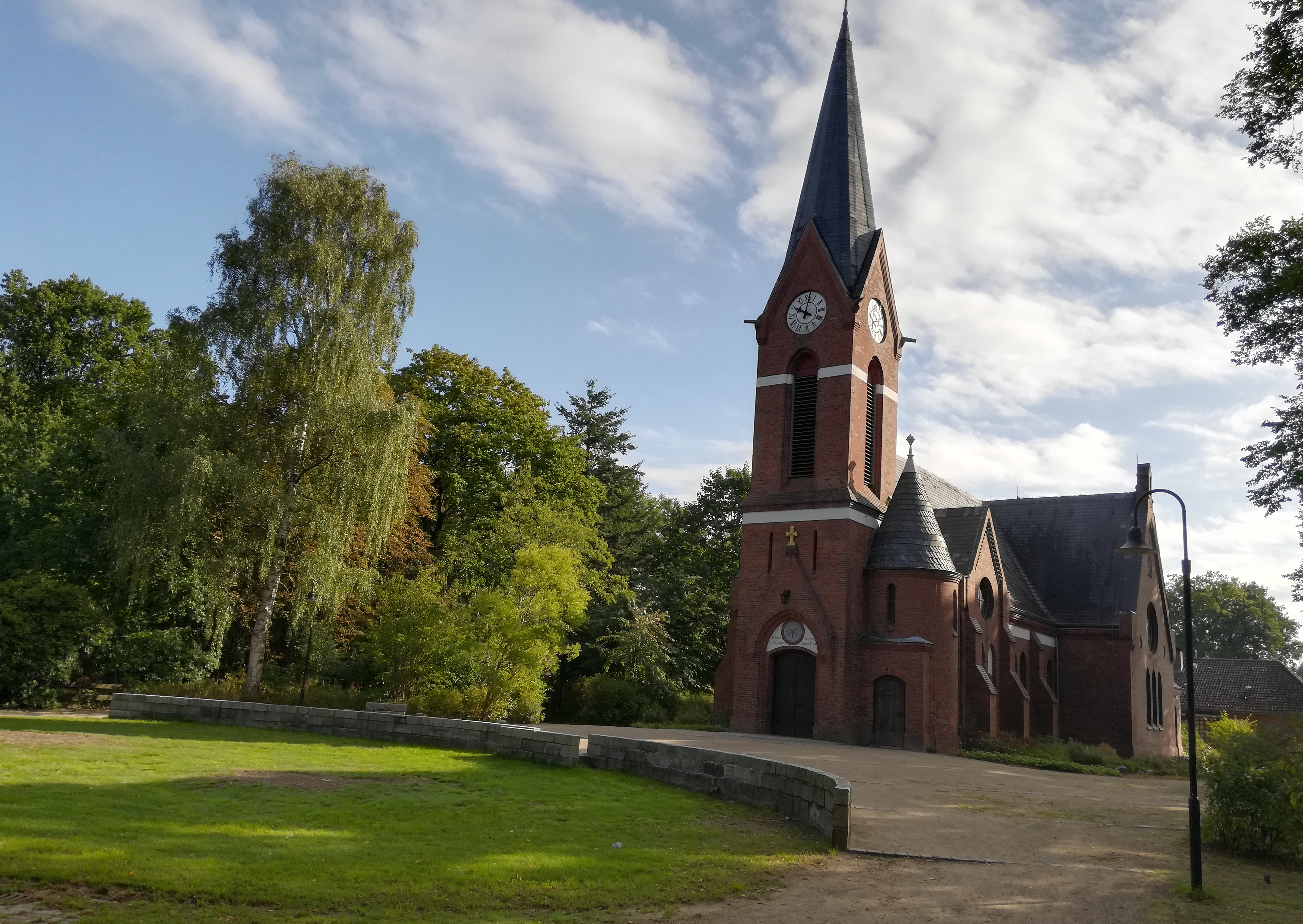
Evangelische Kirche